# Cantonul Salles-sur-l'Hers
Cantonul Salles-sur-l'Hers este un canton din arondismentul Carcassonne, departamentul Aude, regiunea Languedoc-Roussillon, Franța.

## Comune
- Baraigne
- Belflou
- Cumiès
- Fajac-la-Relenque
- Gourvieille
- La Louvière-Lauragais
- Marquein
- Mézerville
- Molleville
- Montauriol
- Payra-sur-l'Hers
- Sainte-Camelle
- Saint-Michel-de-Lanès
- Salles-sur-l'Hers (reședință)